# Conciliarisme
Le conciliarisme est une théorie ecclésiologique qui affirme « qu’un concile œcuménique a autorité suprême dans l’Église catholique, autrement dit qu’un concile général d’évêques constitue une instance supérieure au pape ». Le conciliarisme sous-entend donc que le Christ n’aurait pas fondé « l’Église sous forme monarchique (…) mais sous forme aristocratique ».
Si la question de la prééminence est discutée dès les premiers temps de l’Église, cette théorie apparaît surtout lors du grand schisme d'Occident (1378-1417), avant d’être finalement condamnée lors du premier concile œcuménique du Vatican en 1870 (constitution dogmatique Pastor æternus), puis à nouveau rejetée lors du concile Vatican II (constitution dogmatique Lumen gentium, promulguée le 21 novembre 1964).

## Tradition catholique et conciliarisme avant le grand schisme d’Occident

### Prima sedes non judicabitur a quoquam[V 1]
La question de la subordination du pape au concile s’est d’abord posé de manière pratique pour les chrétiens de l’Antiquité et du Moyen Âge : existe-t-il une instance ou une juridiction qui peut émettre une accusation contre le pape, ou qui peut réviser les sentences portées par son tribunal, questions qui reçurent des réponses négatives dès les premiers siècles, telle celle du pape saint Gélase :

« On appelle à lui de toutes les parties du monde ; de lui personne n’a le droit d’appeler. (…) le Siège Apostolique n’a besoin d’aucun concile pour réformer les mauvais jugements rendus par un concile… Cette faculté lui vient de la suprématie que le bienheureux apôtre Pierre a toujours tenue de la bouche du Seigneur et qu’il tiendra toujours. »

Si, donc, l’impossibilité de juger le pape a toujours été admise, que ce soit par Grégoire VII dans ses dictatus papæ, Nicolas Ier, ou, surtout, lors du synode réuni en 501 par Théodoric pour juger le pape saint Symmaque accusé entre autres de dissiper les biens de l’Église : les prélats réunis rappelèrent alors que « la prééminence de Pierre a été attachée au siège de Rome ; il jouit de ce fait d’une autorité particulière et son titulaire ne saurait être jugé par ses inférieurs ». De même, lors du concile réuni en 800 par Charlemagne pour juger le pape Léon III, faussement accusé par des neveux du pape Adrien Ier son prédécesseur. Si, enfin les conciles de Latran de 1112 et de 1115 réprouvèrent la conduite de Pascal II — il avait accordé le droit d’investiture à Henri V — il faut noter que celui-ci l’avait déjà regretté et avait même sollicité une « correction » de ses frères.
Comme le note l’historien Pierre de Marca, si les sentences papales ont pu parfois être révisées par des assemblées synodales, il s’agit non d’appellatio (appel), mais de supplicatio : elles ne sont pas revues par des juges nouveaux indépendamment des premiers, mais peuvent être réexaminées en concile avec la participation des anciens juges. Il n’y a donc pas subordination de la juridiction papale.

### Le cas des papes hérétiques (VIIIesiècle)
Nisi deprehandatur a fide devius
Il ne fait aucun doute que cette exception à l’impossibilité de juger un pape, était une opinion attestée par une tradition déjà solide au VIIIe siècle : saint Colomban défendant le pape Boniface IV de calomnies écrit ainsi que si celles-ci se révèlent vraies, « c’est à juste titre que vos inférieurs vous résistent (…) ; ceux-là vous jugeront qui ont toujours gardé la foi orthodoxe, quels qu’ils soient, même s’ils paraissent au-dessous de vous. »
Les papes eux-mêmes ont accepté qu’ils puissent être accusés, dans le cas où ils seraient hérétiques : ainsi Innocent III, à une époque où la papauté était déjà puissante et indépendante :

« La foi m’est tellement nécessaire que si je n’ai que Dieu pour juge de mes propres actions, pour le péché contre la foi, et pour lui seul, l’Église pourrait me juger. »

— Sermo II in consecratione pontifico
En intégrant dans son Décret le fragment des Gesta Bonifacii qui constitue le titre de ce paragraphe — a nemine est judicandus, nisi deprehandatur a fide devius : personne n’a le droit de juger, à moins qu’il ne dévie de sa foi — celui-ci a été amené à être commenté : toute hérésie ne conduit en effet pas le pape à pouvoir être jugé : selon Rufin, Jean de Faenza ou Huguccio, seule l’hérésie qui nuirait à tous pourrait être jugée, si celui-ci refuse de s’amender. Huguccio étend même l’argumentation à tout scandale (vol, concubinage…) qui lui semble tout autant sujet à condamnation : « Scandaliser l’Église, n’est-ce pas l’équivalent d’une hérésie ? » Cette interprétation large ne fut cependant que peu répandue mais garda toujours des partisans, tels Jean le Teutonique, ou le théologien dominicain Jean de Paris. Le juge désigné semble être le concile général, mais il n’est pas toujours nécessaire de le convoquer, Jean de Paris ainsi désigne le Collège des cardinaux.

### Déchéance du pape
Toutefois cette exception à l’immunité papale dans le cas du crime d’hérésie n’est pas sans poser de problèmes : comment juger celui qui est pourtant supérieur à tous ? La réponse est simple et se veut conforme à l’Évangile selon saint Jean : « Celui qui croit en lui, n’est pas condamné ; mais celui qui ne croit pas, est déjà condamné, parce qu’il ne croit pas au nom du Fils unique de Dieu » ; en tombant dans l’erreur, le pape se déchoit lui-même et cesse d’être le chef de l’Église. L’Église n’a plus qu’à constater ce fait.
Cette solution a été particulièrement expliquée par le franciscain Pierre Olieu : l’Église, représentée par le pape, ne peut perdre la foi ; un pape hérétique cesse donc tout simplement d’être pape.

## Les idées de Marsile de Padoue et de Guillaume d’Occam
Les propositions de Jean le Teutonique (it) et Bartolomeo da Brescia (it), — étendant aux crimes énormes la possibilité d’une déposition du pape —, si elles sont encore portées par Jean de Paris,, restent fortement minoritaires parmi les théologiens. 
Elles montrent néanmoins que la théorie de la suprématie pontificale, si elle est communément admise, rencontre toutefois au début du XIVe siècle des résistances de la part de certains, tels par exemple Guillaume Durant le Jeune.
Ce n’est toutefois qu’en 1324 avec la publication par deux maîtres de l’université de Paris, Marsile de Padoue et Jean de Jandun, du Defensor Pacis que le conciliarisme prend un nouvel essor, ainsi que sous l’influence du Dialogus du franciscain Guillaume d’Occam.

### LeDefensor pacis(1324)
- Défenseur de la paix, de Marsile de Padoue (1275c-1342) et Jean de Jandun (1280c-1328)

### Guillaume d’Occam et leDialogus
- Guillaume d'Ockham (1285c-1347), Dialogus de imperatorum et pontificum potestate (1335c), Tractatus contra Johannem [XXII] (1335), Tractatus contra Benedictum [XII] (1337-38), Octo quaestiones de potestate papae (1340-41)

## La crise conciliaire (1414-1449)
Le concile de Bâle, au cours duquel les théologiens et les évêques unis au pape avaient commencé par affronter la question du grand schisme d'Occident, et semble-t-il avec succès, subit un renversement d'influence à la mort du pape, en étant principalement dirigé par des théologiens, qui arguèrent volontiers de la dite doctrine conciliariste. Au point que le nouvellement élu Eugène IV (en 1431) n'osa pas s'y rendre et profita de la proposition des orientaux de participer à un concile à la condition qu'il se trouvât sur les rives de l'Adriatique, pour transférer par bulle du 1er janvier 1438, le concile à Ferrare. Les membres de l'assemblée de Bâle refusèrent cette décision et firent durer leurs sessions encore quelques années.
- Conciles :
  - Quatrième concile du Latran (1215)
  - Deuxième concile de Lyon (1274)
  - Concile de Constance (1414-1418), Haec sancta (1415)[3]
  - Concile de Bâle-Ferrare-Florence-Rome (1431-1441)
  - Cinquième concile du Latran (1512-1517)
  - Concile de Trente (1545-1563)
- Penseurs :
  - Gratien le juriste (1075c-1147c), Décret de Gratien (1125-1145)
  - Théodore Balsamon (1130c-1200c)
  - Konrad von Gelnhausen (de) (1320c-1390)
  - Heinrich von Langenstein (de) (1325c-1397)
  - Pierre d'Ailly (1351-1420)
  - Francesco Zabarella (1360-1417)
  - Jean de Gerson (1363-1429)
  - Nicolas de Clamanges (1363-1437), De ruina et reparatione Ecclesiæ (1400c)
  - Nicolas de Cues (1401-1464)
  - Thomas de Vio (1469-1534)
  - Jacques Almain (1480-1515)
- Circonstances :
  - Grand schisme d'Occident (1378-1417)
  - Église hussite (depuis 1402)

## Condamnations du conciliarisme

### Concile Vatican I
Rejeté à plusieurs reprises, le concile Vatican I rejette finalement le conciliarisme le 18 juillet 1870, lors de la promulgation de la constitution dogmatique Pastor æternus qui définit le magistère infaillible du pape et la primauté pontificale : le pape exerce une juridiction ordinaire — non déléguée — et immédiate — sans intermédiaire — sur toute l’Église.
Lors du concile Vatican II, les discussions revinrent sur ce point, et il fut statué qu'une note explicative (Nota prævia) serait adjointe à la constitution dogmatique Lumen gentium sur la constitution de l'Église, afin de bien spécifier que la façon d'entendre la collégialité des évêques ne pouvait s'entendre sans le pape et qu'en aucun cas il ne fallait le considérer comme primus inter pares. Ainsi la forme la plus extrême de conciliarisme était rejetée. Selon Laurent Touchagues, les raisons contre le conciliarisme vont alors s’approfondir.

### Concile Vatican II
Le concept tente sous Vatican II de reprendre de la vigueur sous le nom de collégialité mais est à nouveau condamné via la promulgation le 21 novembre 1964 de Lumen gentium :

« Il n’y a point de Concile œcuménique s’il n’est pas comme tel confirmé ou tout au moins accepté par le successeur de Pierre : au Pontife romain appartient la prérogative de convoquer ces conciles, de les présider et de les confirmer. Le pouvoir collégial peut être exercé en union avec le pape par les évêques résidant sur la surface de la terre, pourvu que le chef du collège les appelle à agir collégialement ou du moins qu’il donne à cette action commune des évêques dispersés son approbation ou sa libre acceptation pour en faire un véritable acte collégial. »

— Lumen gentium